# Rudno Dolne
Rudno Dolne – wieś w Polsce położona w województwie małopolskim, w powiecie proszowickim, w gminie Nowe Brzesko.
| SIMC    | Nazwa      | Rodzaj    |
| ------- | ---------- | --------- |
| 0329770 | Józefów    | część wsi |
| 0329786 | Kacze Doły | część wsi |
| 0329792 | Kluczówka  | część wsi |
| 0329800 | Parcelacja | część wsi |

Rudno Niższe było wsią królewską w tenucie niepołomickiej w powiecie proszowskim województwa krakowskiego w końcu XVI wieku. W latach 1975–1998 miejscowość administracyjnie należała do województwa krakowskiego.